# Сніг у липні
«Сніг у липні» — радянський двосерійний телефільм 1984 року, знятий режисером Миколою Кошелєвим на Одеській кіностудії.

## Сюжет
Телефільм. За мотивами роману Льва Лондона. В основі сюжету — конфліктна ситуація, що виникла при здачі новобудови.

## У ролях
- Євген Карельських — Ромашов
- Олена Строєва — Олена Сергіївна
- Юрій Шликов — Славич
- Катерина Васильєва — Катерина Живіна
- Віталій Баганов — Сергій Жердін
- Георгій Назаренко — Сєвєров
- Ігор Старков — Круглов
- Юрій Горобець — Мирон Володимирович
- Олександр Потапов — Поляков
- Микола Алексєєв — Федоров
- Ігор Комаров — Сергій Сергійович, начальник главку
- Юрій Соловйов — Насєдкін
- Віктор Маляревич — Писарєв
- Володимир Наумцев — Гуров
- Володимир Волков — Костя
- Володимир Заманський — Возников
- Вітаутас Паукште — Незнамов (озвучив Ігор Єфімов)
- Олексій Сафонов — епізод
- Ігор Єфімов — Лямін
- Юрій Родіонов — Романов
- Ігор Грінштейн — Юрський
- Володимир Праневич — Ковярін
- Тетяна Абаніна — епізод
- Геннадій Офенгейм — епізод
- Марк Айзікович — епізод
- Сергій Простяков — епізод
- Олександр Добросов — епізод
- А. Старостін — Шалімов
- М. Євсеєнко — епізод
- Олег Федулов  — епізод
- Володимир Євченко — епізод
- Андрій Фільков — студент
- Сергій Зінченко — епізод
- Ельвіра Хомюк — епізод
- Віра Кулакова — епізод
- Ігор Шелюгін — Михайло Миколайович (озвучив Ігор Єфімов)
- Ольга Никифорова — епізод
- Анна Ялова — епізод
- Віктор Плотников — епізод
- Ігор Тильтиков — епізод
- Віктор Ласкевич — епізод
- Олександр Казиміров — епізод

## Знімальна група
- Режисер-постановник: Микола Кошелєв
- Сценаристи: Лев Лондон, Володимир Фараджев
- Оператори-постановники: Олексій Гамбарян, Валерій Махньов
- Художник-постановник: Володимир Шинкевич
- Композитор: Ігор Цвєтков
- Звукооператор: Йосип Гольдман
- Режисер: Норма Манн
- Оператор: М. Курганський
- Художник по костюмах: Л. Крошечкіна
- Художник по гриму: Л. Анісімова
- Режисери монтажу: Т. Дехтяренко, Надія Яворська
- Оркестр Ленінградської державної філармонії ім. Д. Шостаковича, диригент — Юрій Богданов
- Редактор: Олег Хом'яков
- Директор картини: Володимир Каранський